# سالی از خورشید خاموش
سالی از خورشید خاموش (لهستانی: Rok spokojnego słońca) یک فیلم جنگی و عاشقانه به کارگردانی کشیشتف زانوسی است که در سال ۱۹۸۴ منتشر شد. این فیلم در ۱۹۸۴، برنده شیر طلایی جشنواره فیلم ونیز شده‌است.

## گزیدهٔ بازیگران
- مایا کوموروفسکا
- اسکات ویلسون
- وادیم گلونا
- دنی وب
- یانوش گایوس
- یرژی اشتور
- مارک کندرات
- زبیگنیف زاپاشیه‌ویچ
- اوا داوکوفسکا
- یژی نوواک
- ویسواف میخنیکوفسکی
- گوستاو لوتکیه‌ویچ
- یژی موس
- مارچین ترونسکی
- آندژی گاورونسکی
- هالینا وابونارسکا
- تادئوش برادتسکی
- ماچئی روباکیویچ
- هانا اسکارژانکا
- زوفیا ریشووْنا
- مارک بارگیه‌ئوفسکی
- داریا ترافانکوفسکا